# Battaglia di Costantina
La battaglia di Costantina (detta anche Assedio di Costantina del 1836) fu un tentativo francese di prendere la città sede di Ahmed Bey, bey di Costantina, dignitario della Reggenza di Algeri. L'operazione venne condotta dal maresciallo Clauzel, consigliato da Joseph Vantini. Mal preparati e sottostimando le forze del Baliaggio dell'Est, i francesi andarono incontro alla catastrofe sotto l'aspetto militare. La ritirata fu anch'essa caotica per le continue schermaglie ingaggiate sul territorio dai Cabili.

## La spedizione (13–21 novembre 1836)

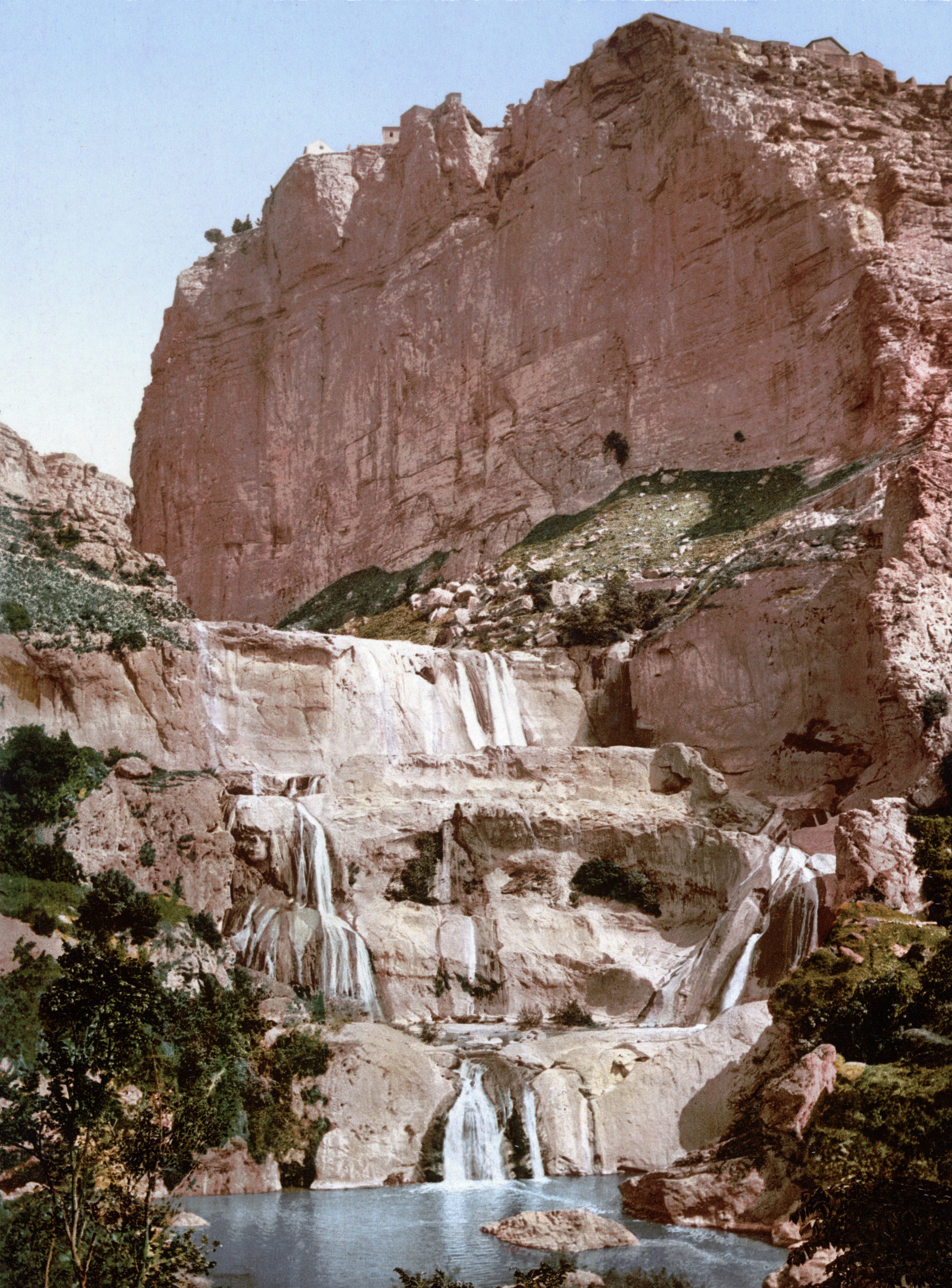
Lo uadi Rhummel in una fotografia colorata del 1899

Il corpo di spedizione francese ammontava a 8040 uomini comandati dal maresciallo Clauzel.
L'armata era partita da Bône il 13 novembre; il 18 aveva raggiunto il colle di Râs-el-Akba a non meno di due giorni di marcia da Costantina. Accampandosi a Raz-Oued-Zenati, l'armata francese dovette da subito confrontarsi con condizioni climatiche difficili. Durante la notte infatti aveva piovuto abbondantemente e con continuità. L'armata si mise comunque in marcia il 20 novembre giungendo a destinazione un giorno dopo presso Bou-Merzoug, uno degli affluenti dello uadi Rhummel, prendendo posizioni sotto le mura di Costantina. La città era innanzitutto però difesa naturalmente: per accedere alla città era infatti necessario superar un ponte su uno strapiombo di 60 metri di profondità sulla gola del Rhummel.

## L'assedio (21–24 novembre 1836)

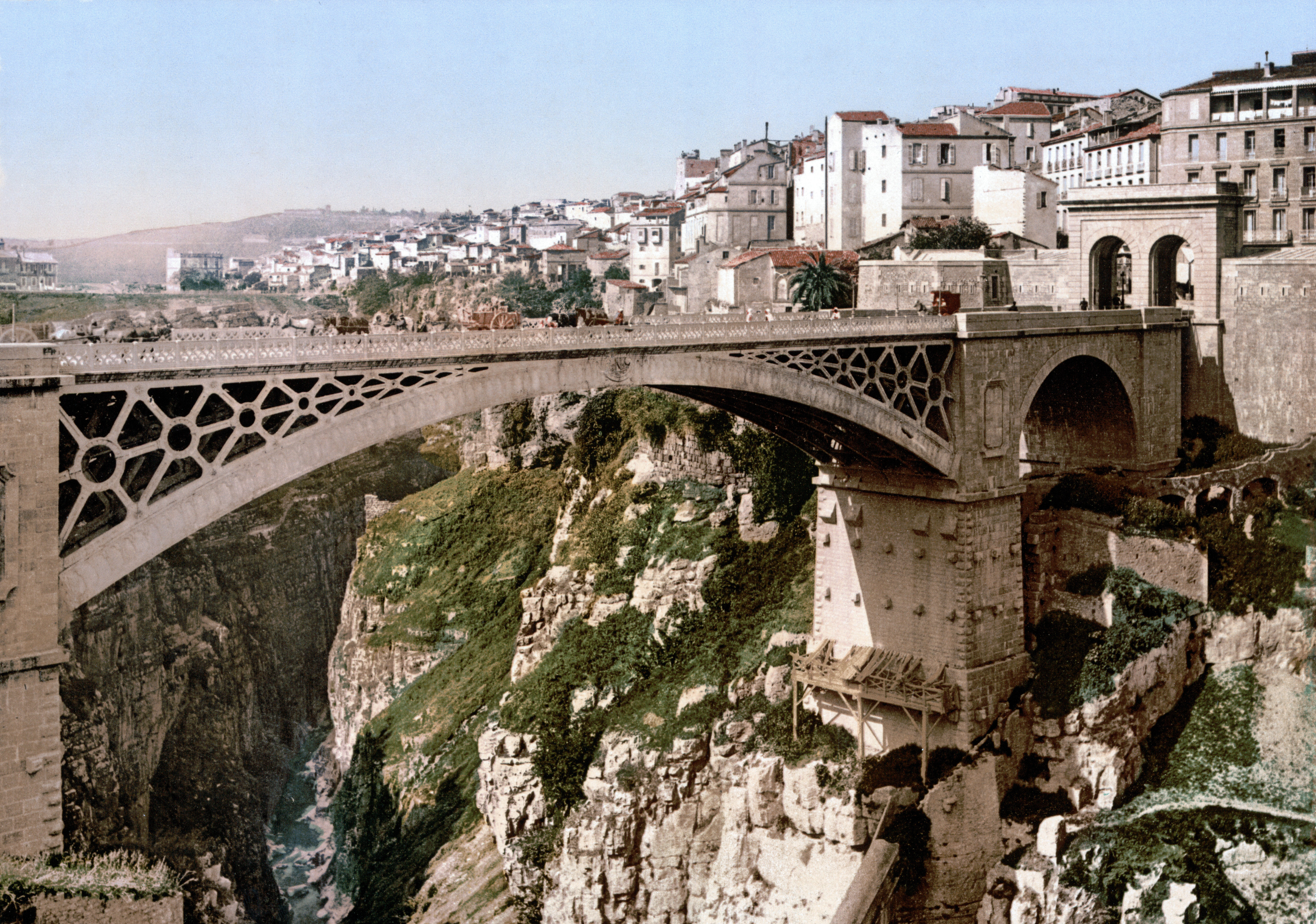
Il ponte di El-Kantara di Costantina (ricostruito poi sotto Napoleone III), in una fotografia colorata del 1899

Il maresciallo Clausel occupò la piana di Mansourah col duca di Nemours e le truppe del generale Trézel; il generale de Rigny sull'altro fronte occupò l'area dei cimiteri di fronte alla porta di Ez-Rabahah per bloccare tale accesso. Il bey dal canto suo concesse l'onore della gestione delle difese al suo luogotenente Ben Haïssa, il quale aveva in precedenza introdotto in città 1500 cavalieri berberi, chaouis, cabili e arabi ben determinati a difenderla.
La brigata d'avanguardia francese si portò sulle alture circostanti la città. Il maresciallo diresse il fuoco dell'artiglieria contro la porta di El-Cantara dal momento che l'artiglieria da campagna appariva l'unica soluzione per far desistere il nemico in quanto un attacco diretto sarebbe stato troppo pericoloso. Il 22, questa brigata ad ogni modo affrontò i berberi in combattimento quando questi uscirono dalla porta. Per quanto il combattimento apparisse regolare, la Francia ad ogni modo iniziava a scarseggiare sia di viveri che di munizioni e per questo si rendeva necessaria una tappa di rifornimento altrove con l'interruzione dell'assedio.
Il 23, nuovi attacchi contro i francesi vennero respinti. Due attacchi simultanei notturni si ebbero tra il 23 ed il 24 novembre, e non durarono più di mezz'ora.

## La ritirata (24 novembre– 1º dicembre 1836)
Il 24 novembre, il maresciallo ordinò la ritirata ma quest'operazione si rivelò più complessa del nemico: i francesi, infatti, attorniati da una moltitudine di cavalieri berberi si trovarono in difficoltà ma riuscirono a portarsi presso l'accampamento a Sidi Tamtam dove giunsero il 26.
Il 27 novembre, i musulmani abbandonarono il loro inseguimento dei francesi ma l'operazione di assedio poteva ormai dirsi da archiviare. Le stesse perdite per la sola ritirata si attestavano per i francesi a oltre 1000 morti.